# Gud bevare Mr Rosewater
Gud bevare Mr Rosewater från 1965 är Kurt Vonneguts berättelse om Eliot Rosewater. Eliot Rosewater är notarius publicus, frivillig brandman (liksom Vonnegut själv) och ledare för Rosewater Foundation. Eftersom Eliot Rosewater är en ovanlig kombination av humanist och kapitalist, så börjar Rosewater ge bort pengarna till dem som behöver dem istället för att investera i kulturskatter. Han blir därför betraktad som sinnessjuk av sina släktingar - Vonnegut uppfinner begreppet "samaritrofi" i denna bok.
Gud bevare Mr Rosewater är en sanslös drift med girighet, kapitalism och västerländsk präktighet. Den driver tesen att vi inte behöver acceptera världen som den är - vi kan finna våra egna vägar och skapa förändring. 
Trots sitt tema är Gud bevare Mr Rosewater troligen Vonneguts mest positiva roman. Vonneguts alter ego Kilgore Trout dyker också upp, precis som han brukar göra i Vonneguts romaner.